# Râul Pojorâta
Râul Pojorâta este un curs de apă, afluent al râului Dobrotfor. 